# Yolanda Vargas Dulché
Yolanda Vargas Dulché (Puebla, 18 de julho de 1926—Cidade do México, 8 de agosto de 1999) foi uma escritora e roteirista histórias em quadrinhos mexicana. Ela recebeu o título de "Rainha dos Quadrinhos"  (Reina de las Historietas), pelo qual é conhecida até hoje. A seu crédito contam-se mais de 60 contos, a maioria dos quais publicados na revista em quadrinhos romântica Lágrimas, Risas y Amor, Um dos mais importantes é Rubí (1963-1964), sobre uma mulher inteligente e bonita cujos principais interesses são o dinheiro e o poder, posteriormente adaptados para televisão e cinema, que teve versões não apenas mexicanas, mas também filipina. Também é conhecida pela criação do personagem de quadrinhos Memín Pinguín.
Uma característica de todos os seus romances é que não houve um vilão definido em toda a trama, mas em determinados momentos alguém faz o papel de vilão e em outros esse papel corresponde a outra pessoa, dependendo da situação vivenciada e dos personagens envolvidos. isso porque a filosofia deles era que o principal vilão sempre será o Destino.

## Filmografia

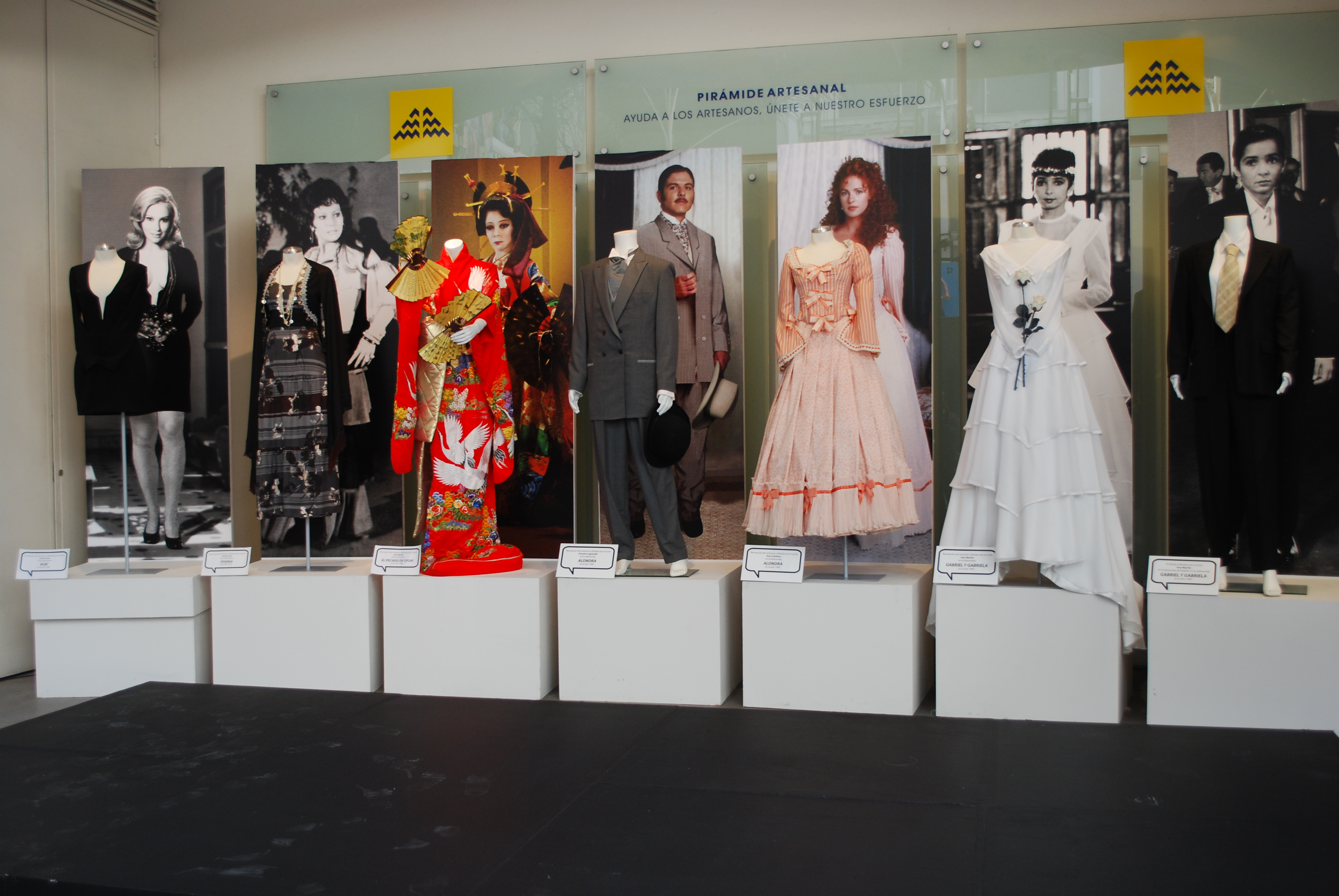
Homenagem às telenovelas de Yolanda Vargas Dulché no Museu de Arte Popular da Cidade do México.

### Televisão
- Rubí (2004) - adaptação
- María Isabel, si tú supieras (1997)
- Alondra (1995)
- El pecado de Oyuki (1988)
- Yesenia - remake (1987)
- Gabriel y Gabriela (1982)
- Ladronzuela (1978)
- ¿Quién? (1973)
- Encrucijada (1970)
- Yesenia (1970)
- Rubí (1968)
- María Isabel (1966)

### Cinema
- Yesenia (1971)
- Rubí (1970)
- El amor de María Isabel (1969)
- María Isabel (1968)
- Ladronzuela (1949)
- Zorina (1949)
- Cinco rostros de mujer